# Adriatik Hoxha
 Adriatik Hoxha (Kolonje Lushnjë, 9 maart 1990) is een Albanees atleet, die is gespecialiseerd in het kogelstoten. Eenmaal nam hij deel aan de Olympische Spelen, maar bleef bij die gelegenheid ver verwijderd van eremetaal. 

## Loopbaan
Hoxha vertegenwoordigde zijn land bij het kogelstoten op de Olympische Spelen van 2012 in Londen. In de kwalificaties eindigde hij als één-na-laatste in zijn groep en op een 37e plaats in de totale rangschikking. 

## Persoonlijke records
Outdoor
| Onderdeel   | Prestatie    | Datum        | Plaats      |
| ----------- | ------------ | ------------ | ----------- |
| kogelstoten | 18,90 m (NR) | 19 juni 2013 | Szombathely |

Indoor
| Onderdeel   | Prestatie    | Datum            | Plaats    |
| ----------- | ------------ | ---------------- | --------- |
| kogelstoten | 17,58 m (NR) | 18 februari 2012 | Istanboel |

## Palmares

### kogelstoten
- 2009: 35e WK - 15,89 m
- 2012: 37e OS – 17,58 m
- 2013: 24e EK indoor - 17,01 m